# John Stack
John Stack, né le 22 mars 1924 à Camden (New Jersey) et mort le 28 mai 1997, est un rameur d'aviron américain.

## Carrière
John Stack participe aux Jeux olympiques de 1948 à Londres et remporte la médaille d'or en huit, avec Ian Turner, David Turner, James Hardy, George Ahlgren, Lloyd Butler, David Brown, Justus Smith et Ralph Purchase.